# Prețul unui vis
Prețul unui vis (engleză: Turn It Up) este o dramă muzicală lansată în anul 2000. Filmul este regizat de către Robert Adetuyi și are ca actori principali pe Ja Rule, Pras, Faith Evans și Jason Statham. Filmul a avut încasări de 1.247.949 $ în scurta perioadă de ecranizare.

## Intriga
Diamond (Pras Michael) și Gage (Ja Rule) sunt doi tineri care trăiesc la periferia unui mare oraș și își câștigă existența vânzând droguri. Însă visurile lor se îndreaptă către lumea muzicală, în care speră să se afirme curând. Când Mr. B., o importantă figură mafiotă, îi prezintă lui Diamond viitorul strălucit pe care-l poate avea în lumea interlopă, decizia acestuia este promptă: părăsește pentru totdeauna mediul corupt în care trăiește și – folosind toate resursele financiare pe care le are - încearcă să-și facă debutul în muzica rap.
Însa banii se termină curând, iar Diamond constată că nu poate supraviețui prea mult în domeniul artistic fără resurse. Cel care-l ajută să iasă din impas este bunul lui camarad Gage, care preia problema financiară asupra lui. Curând însă Gage va trebui să recunoască adevărul legat de bani: dacă nu va returna în cel mai scurt timp o sumă uriașă de bani, unul dintre ei doi va plăti foarte scump pentru această situație.

## Distribuție
- Pras în rolul lui Diamond
- Ja Rule în rolul lui David "Gage" Williams
- Jason Statham în rolul lui Mr. B
- Tamala Jones în rolul lui Kia
- Vondie Curtis-Hall în rolul lui Cliff
- John Ralston în rolul lui Mr. White
- Chris Messina în rolul lui Baz
- Eugene Clarkas Marshall
- Faith Evans în rolul lui Natalie
- Chang Tseng as Mr. Chang